# Ніколашин Євгеній Андрійович
Євгеній Андрійович Ніколашин (нар. 2 квітня 2003, Кривий Ріг, Дніпропетровська область, Україна) — український футболіст, правий вінґер криворізького «Кривбасу».

## Життєпис
У ДЮФЛУ виступав за криворізькі клуби «Гірник» та «Кривбас», а також за дніпровський «Дніпро».
На початку січня 2021 року приєднався до «Кривбасу». У футболці криворізького клубу дебютував 11 червня 2021 року в переможному (3:1) виїзному поєдинку 26-го туру групи Б Другої ліги України проти черкаського «Дніпра». Євгеній вийшов на поле на 70-ій хвилині, замінивши Олександра Горвата. Після цього за першу команду криворіжців не грав. У середині серпня 2021 року відправився в оренду до завершення сезону в «Любомир». У футболці ставищенського клубу дебютував 14 серпня 2021 року в програному (0:1) виїзному поєдинку 4-го туру групи А Другої ліги України проти дунаївецького «Епіцентру». Ніколашин вийшов на поле на 24-ій хвилині, замінивши Богдана Козія. Першим голом у дорослому футболі відзначився 21 листопада 2021 року на 45-ій хвилині переможного (1:0) домашнього поєдинку 19-го туру групи А Другої ліги України проти «Епіцентру». Євгеній вийшов на поле в стартовому складі, на 69-й хвилині отримав жовту картку, а на 90-й хвилині його замінив Артем Кияниця. У сезоні 2020/21 років зіграв 15 матчів (6 — з яких «від свистка до свистка») та відзначився 1 голом.